# Pap Kálmán
Pap Kálmán (Kamocsa, 1853. április 21. - Pécs, 1934. június 4.) honvéd-ezredes hadbiró, költő, író, jogi szakíró.

## Élete
Apja református lelkész volt. A középiskolákat a Pozsonyi Evangélikus Líceumban és a pápai református kollégiumban, a jogi tanfolyamot pedig szintén Pápán és a Budapesti Egyetemen végezte. Ezt követően Pápán a királyi közjegyző mellett lett joggyakornok. A honvédségben az 59. zászlóaljba sorozták be, s 1876-ban a Ludovika Akadémia tisztképző tanfolyamára rendelték, majd pedig honvéd hadbíró gyakornok lett a szegedi honvédkerületben. 1878-tól hadnagy hadbíró, 1881-től főhadnagy, 1884-től százados, 1889-től őrnagy, 1893-tól alezredes és 1899-ben ezredes hadbíró lett. A szegedi, kolozsvári, budapesti és székesfejérvári honvéd-, illetőleg csendőrkerületeknél szolgált, közben be volt osztva a honvédminisztériumba is. A magyar királyi honvéd főparancsnokság igazságügyi előadója, illetve ülnök és előadó lett a honvéd főtörvényszéknél.
Álnevei s jegye: Uj Kálmán diák, Igazmondó (-p-n). (Szegedi Hiradó, Üstökös).

## Emlékezete
- Szülőfalujában emléktáblát állítottak neki.

## Művei
Költeményeket, szépirodalmi dolgozatokat közölt tőle a Vasárnapi Ujság (1875-94., 1898-99.), Uj Idők (1876-98.), Magyarország és a Nagyvilág (1877-79), Ország-Világ, Családi Kör, Házi Kincstár, Hasznos Mulattató, Leányok Lapja, Képes Családi Lapok (1880), Regényvilág (1881.), Vasárnapi Lapok (1897.), Kis Lap, Pesti Napló, Pápa és Bakonyvidéke, Pápai Lapok, Szegedi Hiradó (1877-1882.), Komáromi Lapok, Üstökös, Borsszem Jankó. 1885-ben a magyar királyi honvédelmi miniszter megbízásából a katonai bűnperrendtartást magyar nyelvre fordította. Szerkesztette a «Zsebkönyv a m. kir. csendőrség számára» első évfolyamát 1886-ban.
- Költemények. Pápa, 1875. (Eredetiek és Schiller, Goethe, Körner és Béranger után ford. Ism. Figyelő).
- Pásztortüzek. Bpest, 1880. (Költemények).
- Rózsa könyve. U. ott, 1881. (Költemények).
- A szerelem népdalainkban. Szeged, 1882.
- 1883 A katonai büntetőjogról. A Ludovika Akadémia Közlönye
- 1884 Fegyelmi fenyítések a franczia és német hadseregben. A Ludovika Akadémia Közlönye (Poncelet után francziából ford.)
- A katonai büntető és fegyelmi fenyítő jog kézikönyve. A m. kir. honvédség és csendőrség használatára. Bpest, 1884. (2. bőv. kiadás. Székesfejérvár, 1888).
- 1887 A katonai becsület. A Ludovika Akadémia Közlönye
- A katonai büntető igazságszolgáltatás más államokban. Bpest, 1890. (Nyom. Székesfejérvárt).
- Adatok a katonai büntető igazságszolgáltatás reformjához. (Reformtörekvések). Bpest, 1890. (Különnyomat a Nemzetből).
- A katonai behivó parancs iránti engedetlenség. U. ott, 1891.
- 1891-1892 A katonai bűntettek és büntetések. A Ludovika Akadémia Közlönye
- 1895 Katona-dalaink és könyvismertetések. A Ludovika Akadémia Közlönye